# Dekanat München-Nordost

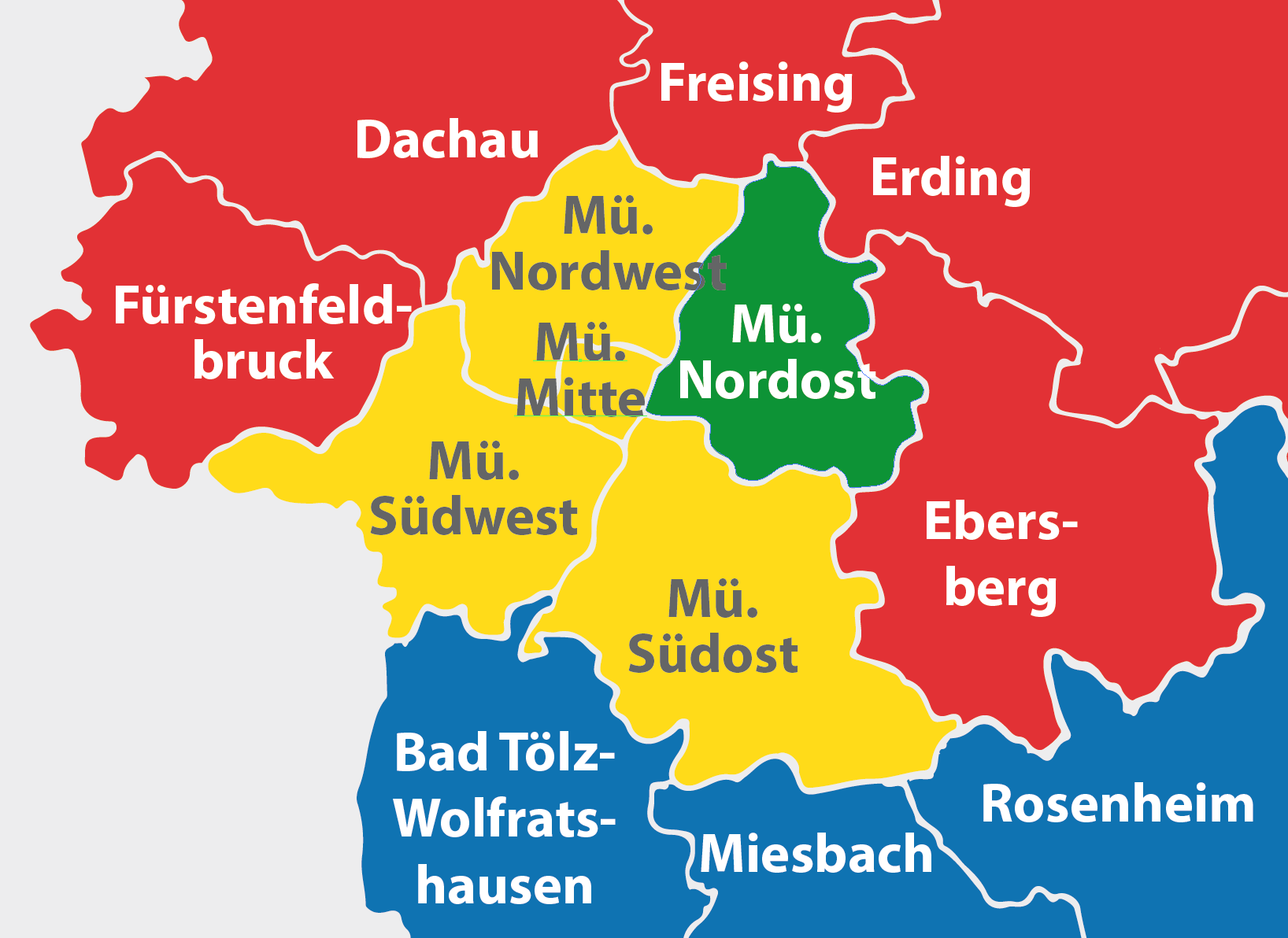
Dekanat München-Nordost nach Neueinteilung ab 2024

Das Dekanat München-Nordost ist ein Dekanat der römisch-katholischen Kirche im Erzbistum München und Freising. Territorial umfasst das Dekanat in etwa den Osten Münchens um die Stadtbezirke Bogenhausen und Trudering-Riem, sowie Teile des angrenzenden Landkreises München sowie des Landkreises Ebersberg. Zum 1. Januar 2024 gehörten 25 Pfarreien zum Dekanat, die teilweise noch in Pfarrverbände zusammengeschlossen wurden. Dekan ist Björn Wagner.
Das Dekanat wurden im Zuge der Dekanatsreform des Erzbistums München und Freising zum 1. Januar 2024 aus Pfarreien der vorherigen Dekanate München-Bogenhausen und München-Trudering gebildet.

## Vorgängerdekanate
Dekan des Dekanats München-Trudering  mit 16 Pfarreien und 6 Pfarrverbänden war bis zu seinem Rücktritt Ende 2016 Thomas Kratochvil. Am 28. Februar 2018 wurde Kilian-Thomas Semel in sein Amt als Dekan eingeführt.
Dekan des Dekanats München-Bogenhausen mit 11 Pfarreien und 4 Pfarrverbänden war zuletzt Engelbert von der Lippe, Hl. Blut.

## Pfarreien und Pfarrverbände
Das Dekanat besteht aus zwölf Pastoraleinheiten: zehn Pfarrverbände und zwei Einzelpfarreien. Die meisten Zusammenschlüsse von Pfarreien in Pfarrverbände sind Ergebnis des Strukturplans 2020 der Erzdiözese München und Freising von 2010 und wurden schrittweise bis 2018 umgesetzt.

### Pfarrverband Aschheim-Feldkirchen
Der Pfarrverband Aschheim wurde am 1. Februar 2017 aus den beiden Pfarreien St. Peter und Paul (Aschheim) und St. Jakobus der Ältere (Feldkirchen) gebildet.
| Bild | Kirche                 | Ort         | Bemerkungen                         |
| ---- | ---------------------- | ----------- | ----------------------------------- |
|      | St. Peter und Paul     | Aschheim    |                                     |
|      | St. Margareta          | Dornach     | Filialkirche von St. Peter und Paul |
|      | St. Jakobus der Ältere | Feldkirchen |                                     |

### Pfarrverband Bogenhausen-Süd
Der Pfarrverband Bogenhausen-Süd besteht aus den Bogenhausener Pfarreien St. Rita, St. Johann von Capistran und St. Klara.
| Bild | Kirche                   | Stadtviertel | Bemerkungen |
| ---- | ------------------------ | ------------ | ----------- |
|      | St. Rita                 | Bogenhausen  |             |
|      | St. Johann von Capistran | Bogenhausen  |             |
|      | St. Klara                | Bogenhausen  |             |

### Pfarrei Christi Himmelfahrt (München-Waldtrudering)
Die Pfarrei Christi Himmelfahrt besteht aus der namensgebenden Pfarrkirche in Waldtrudering:
| Bild | Kirche              | Ort           | Bemerkungen |
| ---- | ------------------- | ------------- | ----------- |
|      | Christi Himmelfahrt | Waldtrudering |             |

### Pfarrei St. Emmeram
| Bild | Kirche                | Ort           | Bemerkungen                  |
| ---- | --------------------- | ------------- | ---------------------------- |
|      | St. Emmeram           | Englschalking |                              |
|      | St. Nikolaus          | Englschalking | Filialkirche von St. Emmeram |
|      | St. Philipp und Jakob | Daglfing      | Filialkirche von St. Emmeram |

### Pfarrverband St. Gabriel-Hl. Blut
Der Pfarrverband St. Gabriel-Hl. Blut besteht aus den Münchener Pfarreien Heilig Blut und St. Gabriel.
| Bild | Kirche      | Stadtviertel       | Bemerkungen |
| ---- | ----------- | ------------------ | ----------- |
|      | Heilig Blut | Bogenhausen        |             |
|      | St. Gabriel | München-Haidhausen |             |

### Pfarrverband Haar
Der Pfarrverband Haar wurde bereits 2006 aus den Pfarreien St. Konrad und St. Bonifatius gegründet. 2014 kam dann die Pfarrei St. Martin aus Ottendichl dazu.
| Bild | Kirche                 | Ort                 | Bemerkungen                 |
| ---- | ---------------------- | ------------------- | --------------------------- |
|      | St. Bonifatius         | Haar                |                             |
|      | St. Konrad von Parzham | Haar                |                             |
|      | Hl. Kreuz              | Gronsdorf           | Filialkirche von St. Konrad |
|      | Sieben Schmerzen Mariä | Haar                | Filialkirche von St. Konrad |
|      | St. Nikolaus           | Haar                | Filialkirche von St. Konrad |
|      | St. Raphael            | Isar-Amper-Klinikum | Filialkirche von St. Konrad |
|      | St. Martin             | Ottendichl          |                             |
|      | Mariä Himmelfahrt      | Salmdorf            | Filialkirche von St. Martin |

### Pfarrverband Ismaning-Unterföhring
Der Pfarrverband Ismaning-Unterföhring besteht aus den Pfarreien St. Johann Baptist (Ismaning) und St. Valentin (Unterföhring).
| Bild | Kirche             | Ort           | Bemerkungen                         |
| ---- | ------------------ | ------------- | ----------------------------------- |
|      | St. Johann Baptist | Ismaning      |                                     |
|      | St. Koloman        | Fischerhäuser | Filialkirche von St. Johann Baptist |
|      | St. Valentin       | Unterföhring  |                                     |

### Pfarrverband Kirchheim-Heimstetten
Der Pfarrverband Kirchheim-Heimstetten wurde am 1. Dezember 2014 aus den beiden Pfarreien St. Andreas (Kirchheim) und St. Peter (Heimstetten) gebildet.
| Bild | Kirche      | Ort         | Bemerkungen                  |
| ---- | ----------- | ----------- | ---------------------------- |
|      | St. Andreas | Kirchheim   |                              |
|      | St. Stephan | Landsham    | Filialkirche von St. Andreas |
|      | St. Peter   | Heimstetten |                              |

### Pfarrverband St. Thomas Apostel-St. Lorenz
Am 20. Januar 2013 wurde der Pfarrverband St. Thomas Apostel-St. Lorenz aus den Pfarreien St. Thomas Apostel (Johanneskirchen) und St. Lorenz (Oberföhring) gegründet.
| Bild | Kirche             | Ort             | Bemerkungen                         |
| ---- | ------------------ | --------------- | ----------------------------------- |
|      | St. Thomas Apostel | Johanneskirchen |                                     |
|      | St. Johann Baptist | Johanneskirchen | Filialkirche von St. Thomas Apostel |
|      | St. Lorenz         | Oberföhring     |                                     |

### Pfarrverband Trudering
Am 1. Februar 2015 wurde der Pfarrverband Trudering aus den Truderinger Pfarreien St. Augustinus und St. Franz Xaver gebildet.
| Bild | Kirche          | Ort       | Bemerkungen |
| ---- | --------------- | --------- | ----------- |
|      | St. Augustinus  | Trudering |             |
|      | St. Franz Xaver | Trudering |             |

### Pfarrverband Vaterstetten
Die Pfarreien Maria Königin (Baldham) und Zum Kostbaren Blut Christi (Vaterstetten) schlossen sich bereits am 25. Mai 2008 zum Pfarrverband Vaterstetten-Baldham zusammen. Mit der Erweiterung um die Kuratie Neufarn am 9. November 2015 erfolgte gleichzeitig die Umbenennung in Pfarrverband Vaterstetten.
| Bild | Kirche                     | Ort          | Bemerkungen                                                            |
| ---- | -------------------------- | ------------ | ---------------------------------------------------------------------- |
|      | Maria Königin              | Baldham      |                                                                        |
|      | Zum kostbaren Blut Christi | Vaterstetten |                                                                        |
|      | St. Christophorus          | Neukeferloh  | Filialkirche von Zum Kostbaren Blut Christi                            |
|      | St. Korbinian              | Baldham-Dorf | Filialkirche von Zum Kostbaren Blut Christi                            |
|      | St. Pankratius             | Vaterstetten | Filialkirche von Zum Kostbaren Blut Christi, „Dorfkirche Vaterstetten“ |
|      | St. Peter und Paul         | Neufarn      |                                                                        |
|      | St. Bartholomäus           | Weißenfeld   | Filialkirche von St. Peter und Paul                                    |
|      | St. Nikolaus               | Parsdorf     | Filialkirche von St. Peter und Paul                                    |

### Pfarrverband Vier Heilige Trudering Riem
Der Pfarrverband Vier Heilige Trudering Riem wurde am 1. März 2018 aus den beiden Pfarreien St. Peter und Paul und St. Florian gegründet.
| Bild | Kirche             | Ort             | Bemerkungen                         |
| ---- | ------------------ | --------------- | ----------------------------------- |
|      | St. Florian        | Messestadt Riem |                                     |
|      | St. Peter und Paul | Trudering       |                                     |
|      | St. Martin         | Riem            | Filialkirche von St. Peter und Paul |

## Katholische Verbände und Gruppen im Dekanat München-Nordost

### Bund der Deutschen Katholischen Jugend (BDKJ) im Dekanat München-Nordost
Den Bund der Deutschen Katholischen Jugend (BDKJ) bilden die im Dekanat München-Nordost vertretenen Mitgliedsverbände des BDKJ. Er vertritt die politischen, sozialen und kirchlichen Interessen der katholischen Jugendlichen des Dekanats, insbesondere auf der Stadt- und Regionalversammlung des BDKJs.
Geleitet wird der BDKJ Trudering sowie der BDKJ Bogenhausen durch den BDKJ-Dekanatsvorstand, der die Dekanatsjugendleitung ist.
Mitgliedsverbände im Dekanat sind:
KjG Trudering / Bogenhausen
Die Mittlere Ebene der Katholischen junge Gemeinde (KJG) in Trudering bzw. Bogenhausen bilden die Dekanatsverbände der Katholischen jungen Gemeinde im Dekanat München-Nordost. Die KjG organisiert verschiedene Veranstaltungen und Angebote, mit dem Ziel Jugendliche aus den verschiedenen Pfarreien aus dem Dekanat zusammenzubringen und zu vernetzen. Außerdem wird die Ausbildung von Gruppenleiterinnen und Gruppenleitern vom Kursleiterkreis der KjG übernommen. Die Mittlere-Ebene-Leitung (MEL) der KjG vertritt die Interessen der Jugendlichen im Dekanat auf den Diözesankonferenzen und Diözesanräten der KjG München und Freising.
DPSG-Stämme in München-Nordost
Im Dekanat München-Nordost gibt es drei Stämme der Deutschen Pfadfinderschaft Sankt Georg (DPSG):
- Stamm Columbus (in Neukeferloh – Pfarrei Zum Kostbaren Blut Christi)
- Stamm Condor (in München-Waldtrudering – Pfarrei Christi Himmelfahrt)
- Stamm Galileo Galilei (in München-Riem – Pfarrei St. Florian)[16]